# Chelsea Clinton
Chelsea Victoria Clinton (Little Rock, 27 febbraio 1980) è un'imprenditrice statunitense, figlia unica del 42º presidente degli Stati Uniti d'America Bill Clinton e dell'ex segretaria di Stato Hillary Clinton.

## Biografia

### Infanzia
Chelsea Clinton nasce a Little Rock nello Stato dell'Arkansas. Il suo nome è stato ispirato dall'affezione dei suoi genitori per Judy Collins allorché nel 1969 incise la sua versione della canzone di Joni Mitchell Chelsea Morning. Chelsea ha dichiarato di aver iniziato a leggere il giornale all'età di tre anni ed a cinque anni scrisse una lettera all'allora presidente degli Stati Uniti Ronald Reagan, invitandolo a non visitare un cimitero tedesco in cui sono seppelliti soldati nazisti. Il padre, quando era Governatore dell'Arkansas, mantenne per sua figlia una scrivania in miniatura nel suo ufficio. Clinton ha frequentato la Forest Park Elementary School, la Booker Arts and Science Magnet Elementary School e l'Horace Mann Junior High School, tutte scuole pubbliche.

### Adolescente alla Casa Bianca

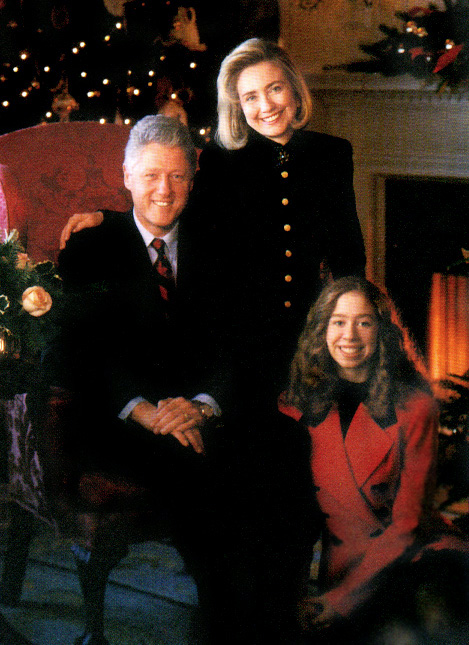
Un ritratto della famiglia Clinton alla Casa Bianca

Chelsea si trasferì alla Casa Bianca il giorno dell'insediamento di suo padre il 20 gennaio 1993, quando aveva dodici anni. Il suo nome in codice dei servizi segreti era Energy.
A Washington, ha frequentato la Sidwell Friends School. La decisione di iscriverla ad una scuola privata, invece di una pubblica, fu una decisione molto criticata dalla stampa, ma la famiglia dichiarò che la decisione derivava solo da una questione di privacy. Lo staff della scuola e gli altri studenti, infatti, rifiutarono sempre di parlare della Clinton. Partecipò diverse volte al Model United Nations, conferenze per studenti in cui vengono simulate assemblee dell'ONU. Si diploma nel 1997 e suo padre parlò alla cerimonia dei diplomi.

Ha svolto i suoi studi universitari alla Stanford University di Palo Alto (California). In questo periodo aveva manifestato un importante interesse per il settore della chimica e della medicina, prima di passare a storia dopo due anni. La commedia romantica Amori in corsa (2004) è stato detto che si sia ispirata a una fotografia di Chelsea in una partita di basket, in cui lei cercava di confondersi con gli altri studenti. Prima di iniziare l'università, Hillary Clinton scrisse una lettera ai giornali chiedendo di lasciare in pace la figlia. Per la sua sicurezza, vetri anti-proiettile furono installati sulle finestre del suo dormitorio e telecamere di sorveglianza furono piazzate nei corridoi. Chelsea arrivò a Stanford con i suoi genitori, agenti dei servizi segreti e 250 giornalisti.

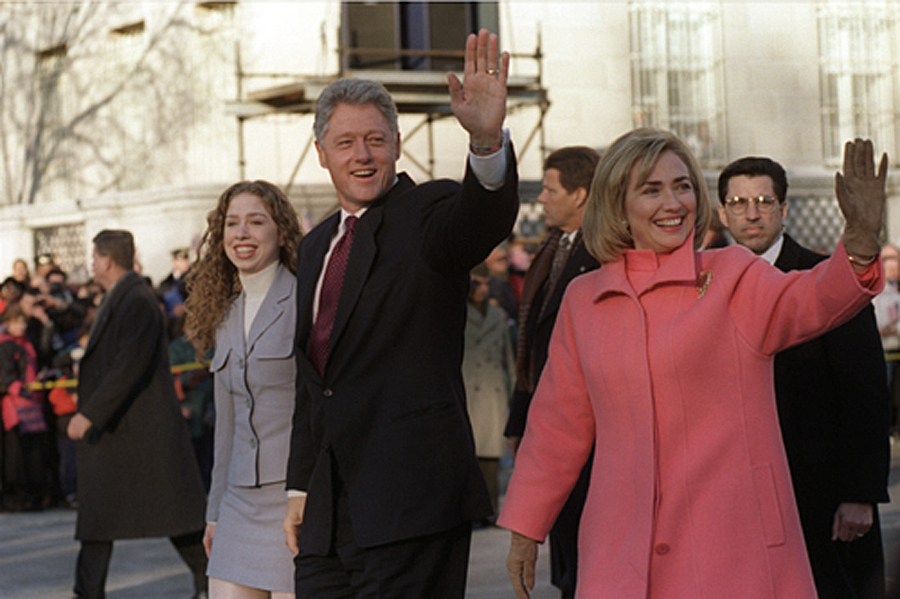
Chelsea con i suoi genitori all'insediamento del 20 gennaio 1997

Clinton ha iniziato a prendere lezioni di danza all'età di quattro anni in Arkansas ed ha continuato a frequentare corsi di danza classica presso la Scuola del Balletto di Washington. Hillary Clinton dichiarò che il marito Bill era deluso che Chelsea aveva deciso di abbandonare il softball ed il calcio per la danza, ma l'ha sempre sostenuta e partecipava alle sue esibizioni regolarmente.
Il 5 febbraio 1999, appena prima del voto del Senato americano per l'impeachment di suo padre, i giornali la misero nelle loro copertine, cosa che irritò la sua famiglia, così come il servizio segreto.
Ha assunto il ruolo di hostess in alcune delle manifestazioni organizzate alla Casa Bianca dalla madre Hillary Clinton, nel periodo in cui era first lady ed era in campagna elettorale per il Senato degli Stati Uniti nel 2000, proseguendo in quest'attività sino alla fine della presidenza di suo padre il 20 gennaio 2001.

### Carriera ed educazione dopo la presidenza del padre
Nel 2001 si è laureata all'Università di Stanford, discutendo una tesi di laurea sull'Accordo del Venerdì Santo di Belfast nel 1998 in Irlanda del Nord.

Ha continuato gli studi guadagnandosi un master in relazioni internazionali presso lo University College dell'Università di Oxford a Oxford, nel Regno Unito. Dopo averlo completato, nel 2003, tornò negli Stati Uniti.

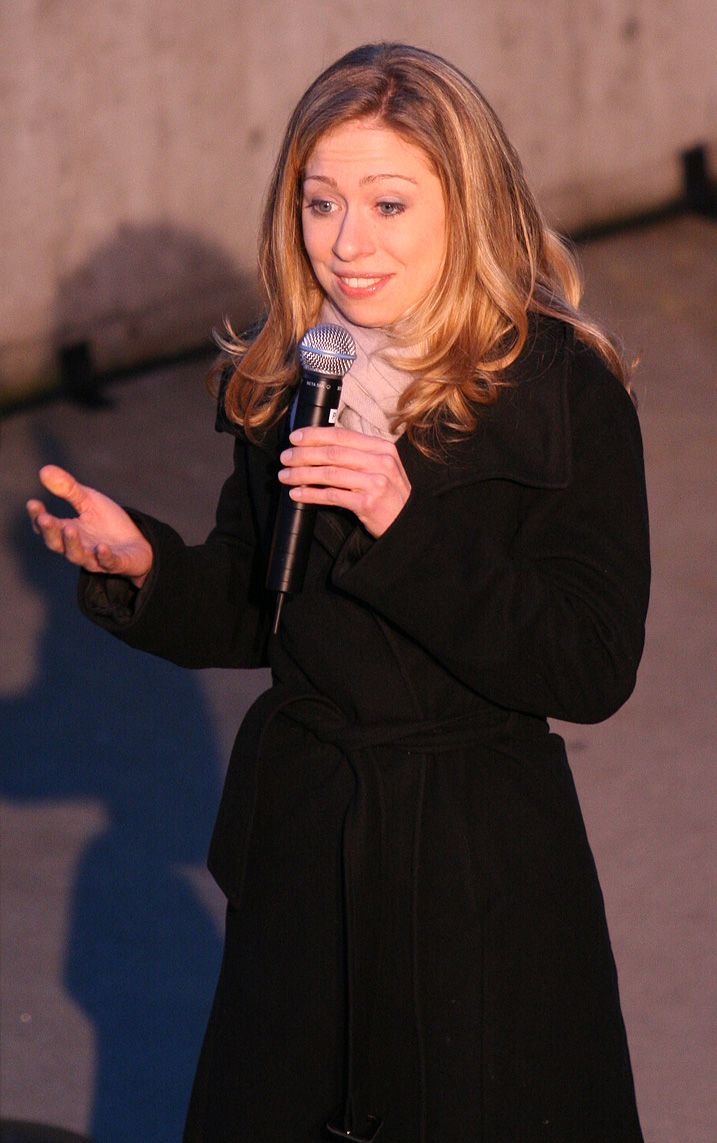
Chelsea Clinton in un discorso in campagna elettorale in California nel febbraio 2008

Nel 2003, Chelsea Clinton ha lavorato per la società di consulenza McKinsey & Company a New York City, ove è stata la persona più giovane assunta nella sua classe. Nell'autunno del 2006 ha lasciato la McKinsey ed è andata a lavorare per l'Avenue Capital Group, un centro di raccolta fondi per beneficenza gestito da Marc Lasry, democratico e sostenitore di Hillary Clinton. Fa parte del consiglio di amministrazione della School of American Ballet ed è stata anche co-presidente di una raccolta di fondi per l'associazione benefica di suo padre, la Clinton Foundation.
Dal 2011 in poi, Clinton ha tenuto diversi discorsi remunerati per raccogliere fondi per la Clinton Foundation ed il suo compenso è andato totalmente alla fondazione. I suoi discorsi sono incentrati sulla promozione della crescita economica, la creazione di opportunità per le donne ed accrescere la salute globale.
Nella primavera del 2010 ha completato un Master of Public Health presso la Mailman School of Public Health della Columbia University e lì iniziò ad insegnare nel 2012. Nel 2010 stava anche completando un dottorato alla Wagner School of Public Service dell'Università di New York, ma successivamente si trasferì nuovamente all'Università di Oxford per completare la tesi. Ha ricevuto il dottorato di ricerca in relazioni internazionali nel maggio 2014.
Nel 2011 la NBC ha annunciato che aveva assunto Chelsea come corrispondente speciale. Un contratto di tre mesi che le permise di continuare a lavorare per la Clinton Foundation e studiare. La sua prima apparizione sul network televisivo fu il 12 dicembre 2011 nel programma Rock Center with Brian Williams. Nonostante abbia ricevuto alcune critiche negative, il contratto le è stato rinnovato nel febbraio 2012. Rock Center è finito nel maggio 2013 e Clinton lasciò il network nell'agosto 2014.
Nel settembre 2015, ha pubblicato il suo primo libro, It's Your World: Get Informed, Get Inspired and Get Going!, con la casa editrice Philomel Books. Il libro è indirizzato a ragazzi, tra i 10 ed i 14 anni, e li introduce ad una serie di problemi sociali, incoraggiando ad agire per rendere il mondo un posto migliore. Nel maggio 2017 ha pubblicato un secondo libro, per bambini, She Persisted, in cui racconta la storia di 13 donne che hanno cambiato l'America. Il libro è diventato un best seller.

#### Campagna elettorale per la madre
Prima dell'inizio della campagna presidenziale per le elezioni presidenziali negli Stati Uniti d'America del 2008, la Clinton non aveva mai commentato pubblicamente le politiche o dichiarazioni pubbliche dei suoi genitori. Durante la campagna ha cominciato ad impegnarsi in prima persona per sostenere la candidatura della madre.

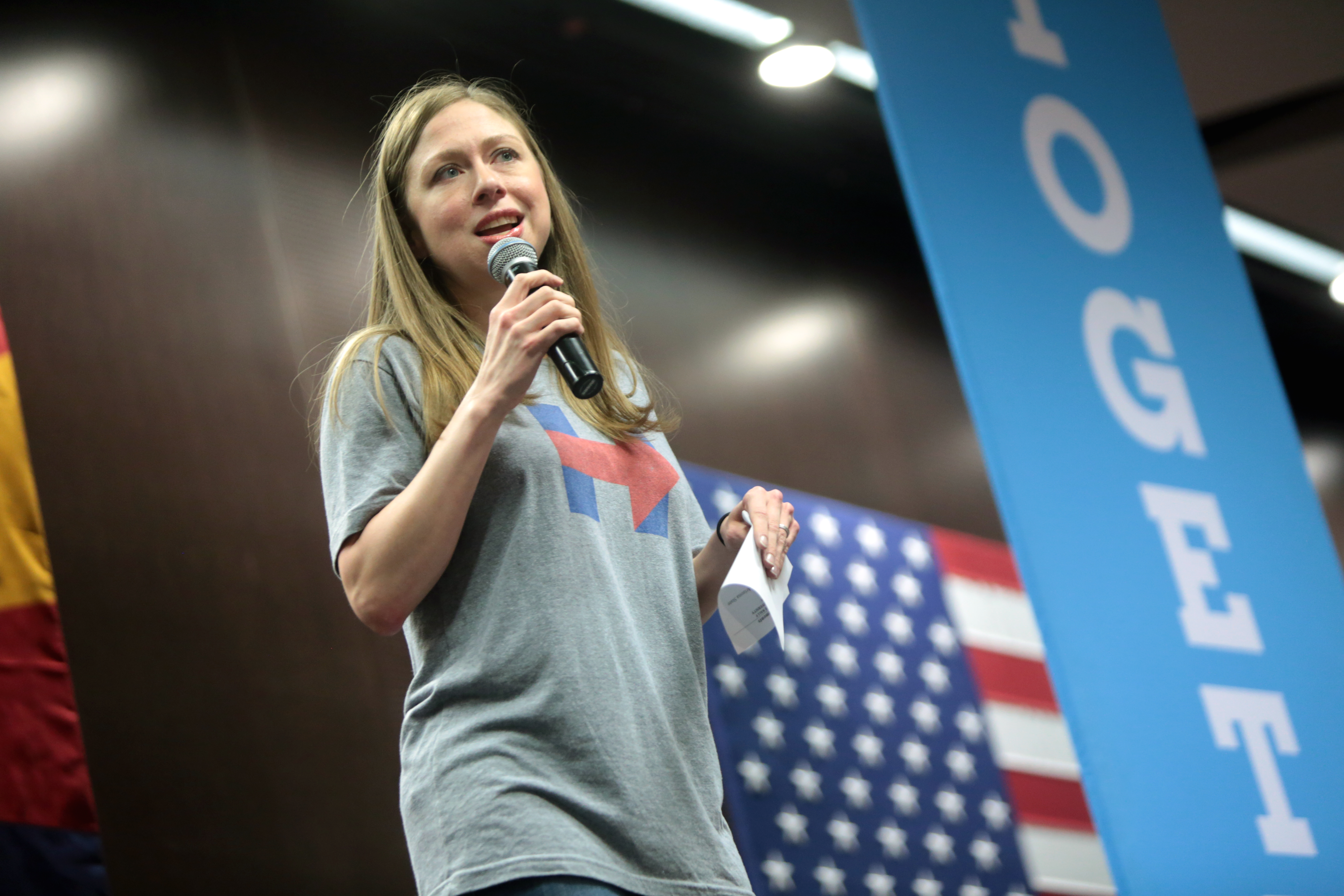
Clinton durante la campagna elettorale del 2016 parla in favore della madre.

Nel dicembre 2007 Clinton ha iniziato una raccolta fondi per la candidatura democratica alla presidenza di sua madre in Iowa. Dopo di che, ha condotto una campagna di sostegno per la madre in tutto il paese, in gran parte nei campus universitari. Ai primi di aprile 2008, aveva parlato in 100 campus universitari, a nome della candidatura di sua madre.
Sempre nel dicembre 2007 si è rifiutata di rispondere a una domanda di un bambino di nove anni, un "piccolo giornalista" di nome Sydney Rieckhoff della Scholastic News, che ha chiesto se pensava che suo padre potesse essere un buon "first man" in caso di elezione alla Presidenza degli Stati Uniti d'America della madre Hillary. Chelsea rispose: «Mi dispiace, non parlo con la stampa, che si sta servendo di te, purtroppo, anche se penso che tu sia carino.»
Chelsea Clinton ha introdotto la madre il 26 agosto 2008 alla Democratic National Convention, chiamandola "mia eroina e mia madre", e nuovamente il 28 luglio 2016 per le elezioni presidenziali negli Stati Uniti d'America del 2016.

## Vita privata
Il 31 luglio 2010 ha sposato il banchiere Marc Mezvinsky di origine ebrea, figlio di un membro del congresso condannato a 5 anni di prigione per truffa. La coppia era stata confermata nel 2005 e si sono ufficialmente fidanzati nel giorno del ringraziamento del 2009.
Il 26 settembre 2014 la coppia ha avuto una bambina di nome Charlotte Mezvinsky Clinton. Il 22 dicembre 2015 ha annunciato di essere nuovamente incinta. Il 18 giugno 2016 nasce il secondogenito, Aidan Mezvinsky Clinton. A gennaio del 2019 la coppia annuncia di essere in attesa del terzo figlio. Il 22 luglio 2019 nasce il terzo figlio della coppia, Jasper Mezvinsky Clinton.